# Canton de Saint-Firmin
Le canton de Saint-Firmin est une ancienne division administrative française située dans le département des Hautes-Alpes et la région Provence-Alpes-Côte d'Azur.

## Géographie
Ce canton était organisé autour de Saint-Firmin dans l'arrondissement de Gap. Son altitude variait de 743 m (Aspres-lès-Corps) à 3 669 m (La Chapelle-en-Valgaudémar) pour une altitude moyenne de 2 007 m.

## Histoire
À la suite d'un décret du 20 février 2014, le canton a fusionné avec celui de Saint-Bonnet-en-Champsaur, fin mars 2015, pour les élections départementales de 2015.

## Administration

### Conseillers généraux de 1833 à 2015
| Période | Période          | Identité                           | Étiquette         | Qualité |
| ------- | ---------------- | ---------------------------------- | ----------------- | --- |
| 1833    | 1833 (démission) | Pascal Joseph Faure                | Gauche dynastique | Avocat Député (1831-1837, 1848-1851, 1852-1863) Elu également dans le Canton de Gap, dans le Canton d'Aiguilles et dans le Canton de Tallard                             |
| 1833    | 1842 (décès)     | Pierre Antoine Farnaud (1766-1842) |                   | Ancien secrétaire général de la Préfecture, à Gap |
| 1842    | 1848             | Charles-Arnoux Blanc               |                   | Procureur du Roi à Gap |
| 1848    | 1852             | Jacques François Long              | Républicain       | Notaire à Saint-Firmin |
| 1852    | 1870             | Calixte Imbert-Desgranges          |                   | Conseiller à la Cour impériale de Grenoble |
| 1870    | 1871             | Jacques François Long              | Républicain       | Notaire à Saint-Firmin |
| 1871    | 1877             | Adolphe-Louis Liotard              |                   | Avoué |
| 1877    | 1883             | Xavier Roux                        | Droite            | Homme de lettres à Paris |
| 1883    | 1919             | Joseph Bellon                      | Rad.              | Notaire - Maire de Saint-Firmin |
| 1919    | 1925             | Pierre Servel                      | Rad.              | Directeur de l'usine électrique de Saint-Firmin Maire de Chauffayer (1912-1928), conseiller d'arrondissement                                                             |
| 1925    | 1937             | Auguste Bellon                     | RG                | Juge de paix à Saint-Bonnet-en-Champsaur |
| 1937    | 1940             | Lucien Allemand (1898-1990)        | Rad.              | Industriel Maire de Saint-Firmin, conseiller d'arrondissement Membre de la Commission administrative des Hautes-Alpes (1940-1942) Nommé conseiller départemental en 1942 |
|         |                  |                                    |                   | |
| 1945    | 1961             | Lucien Allemand                    | Rad.-RGR          | Ancien maire de Saint-Firmin |
| 1961    | 1998             | Pierre Rozier (1925-2015)          | PSU puis PS       | Médecin (surnommé "Le médecin du Valgaudemar"), Saint-Firmin |
| 1998    | 2010 (décès)     | Robert Blache                      | DVD               | Expert-comptable Maire de Saint-Firmin (2008-2010) |
| 2010    | 2015             | Marc Zecconi                       | DVG               | Médecin à Saint-Firmin |

### Conseillers d'arrondissement (de 1833 à 1940)
| Période                                  | Période      | Identité                                         | Étiquette | Qualité |
| ---------------------------------------- | ------------ | ------------------------------------------------ | --------- | --- |
| 1833                                     | 1843 (décès) | Pierre François Victor Margot-Duclot (1798-1843) |           | Juge d'instruction à Gap                                                                                    |
| 1843                                     | 1848         |                                                  |           | |
|                                          |              |                                                  |           | |
| 1910                                     | 1919         | Pierre Servel                                    | Rad.      | Directeur de l'usine électrique de Saint-Firmin, Maire de Chauffayer (1912-1928)                            |
|                                          |              |                                                  |           | |
| 1934                                     | 1937         | Lucien Allemand                                  | Rad.      | Industriel, maire de Saint-Firmin                                                                           |
|                                          |              |                                                  |           | |
| 1940                                     |              |                                                  |           | Les conseils d'arrondissement ont été suspendus par la loi du 12 octobre 1940 et n'ont jamais été réactivés |
| Les données manquantes sont à compléter. |              |                                                  |           | |

## Composition
Le canton de Saint-Firmin regroupait huit communes :
| Nom                          | Code Insee | Intercommunalité         | Superficie (km2) | Population (dernière pop. légale) | Densité (hab./km2) |
| ---------------------------- | ---------- | ------------------------ | ---------------- | --------------------------------- | ------------------ |
| Saint-Firmin (chef-lieu)     | 05142      | CC Champsaur-Valgaudemar | 22,39            | 479 (2014)                        | 21                 |
| Aspres-lès-Corps             | 05009      | CC Champsaur-Valgaudemar | 16,73            | 111 (2014)                        | 6,6                |
| Chauffayer                   | 05039      | CC Champsaur-Valgaudemar | 10,90            | 392 (2014)                        | 36                 |
| Le Glaizil                   | 05062      | CC Champsaur-Valgaudemar | 21,93            | 178 (2014)                        | 8,1                |
| La Chapelle-en-Valgaudémar   | 05064      | CC Champsaur-Valgaudemar | 108,02           | 100 (2014)                        | 0,93               |
| Saint-Jacques-en-Valgodemard | 05144      | CC Champsaur-Valgaudemar | 15,65            | 146 (2014)                        | 9,3                |
| Saint-Maurice-en-Valgodemard | 05152      | CC Champsaur-Valgaudemar | 36,37            | 140 (2014)                        | 3,8                |
| Villar-Loubière              | 05182      | CC Champsaur-Valgaudemar | 22,63            | 43 (2014)                         | 1,9                |

## Démographie
| 1975  | 1982  | 1990  | 1999  | 2006  | 2011  | 2012  |
| ----- | ----- | ----- | ----- | ----- | ----- | ----- |
| 1 930 | 1 725 | 1 543 | 1 565 | 1 584 | 1 637 | 1 625 |